# Солнечное затмение на Марсе

Прохождение Фобоса по диску Солнца. Кадры с марсохода Opportunity

Солнечные затмения на Марсе возникают, когда один из его двух естественных спутников — Фобос или Деймос проходит перед Солнцем, блокируя его свет, однако они слишком малы, чтобы отбросить на планету тень, которую можно было бы увидеть с Земли. Однако, вскоре после помещения на орбиту вокруг Марса искусственного спутника, тень от Фобоса была замечена на фотографиях, передаваемых на Землю.

## Затмения, вызванные Фобосом
Из-за небольшого размера Фобоса (примерно 22 на 27 км) и его быстрого орбитального движения, можно наблюдать солнечное затмение с поверхности Марса не дольше двадцати секунд. Фобос облетает Марс всего за 7 часов 39 минут, а марсианский день составляет 24 часа 37 минут, что означает, что Фобос может создать два затмения за марсианский день. Это кольцеобразные затмения, поскольку Фобос недостаточно велик, чтобы создать полное затмение.

## Затмения, вызванные Деймосом

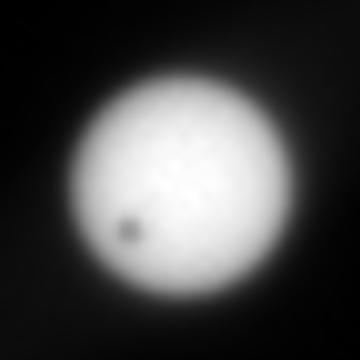
Прохождение Деймоса по диску Солнца

Деймос слишком мал (около 12 км в диаметре) и слишком далёк от Марса, чтобы вызвать затмение. Самое большее, что можно увидеть с Марса, это небольшой объект, проходящий по диску Солнца. Время прохождения может превышать 2 минуты.